# Laccophilus nakajimai
Laccophilus nakajimai là một loài bọ cánh cứng trong họ Bọ nước. Loài này được Kamite, Hikida & Satô miêu tả khoa học năm 2005.